# Full on
Full On é a vertente mais melódica do psytrance, que teve origem em Israel no final dos anos de 1990. O nome "Full On", provavelmente vem do primeiro de sete álbuns de compilações de trances psicadélicos, que se chama Full On, gravado pela Hom-mega Productions em 1998.
Seus baixos são corridos e com muitas variações de tons. São caracterizados por sintetizadores ao extremo e por uma grande oscilação entre momentos de euforia total e melodias bem trabalhadas, geralmente construídas entre 140 e 149 bpm. É sem dúvida um som que tem um apelo dançante. É extrovertido e convidativo à expressão corporal da dança. Seus elementos vão tomando parte da música, cada um em seu tempo, até que ela se enche, e então explode. As músicas são normalmente longas, porém, se bem feitas, pode-se ouvi-las inteiras por longos períodos de tempo sem se cansar.
O Full-on é um subgênero dinâmico, divertido e o mais musical do Psytrance, que agrada a um público mais amplo por causa de sua vibração positiva. Diferentemente de um padrão típico de bassline reto, a bassline do Full-on toca várias notas em poucas oitavas, criando assim um ritmo e uma melodia especiais. O período de 2004-2009 é considerado como a “era de ouro” da Full-on, antes que o Progressive Psy assumisse a cena Psy global .
Normalmente o full on é tocado em festas como Raves, Festivais ou mesmo em casas noturnas, por DJ's ou por projetos de música eletrônica. 
Embora o fullon contém um estilo dançante ele também pode ser interpretado de uma forma que os amantes desta vertente possam entende-lo conforme os elementos que a música oferece, obtendo experiências psicodélicas de diversas maneiras conforme os elementos e melodias são interpretadas pelos ravers.

## Sub-vertentes
O Full On caracteriza-se como sendo um estilo extremamente energético e dançante, constituindo em sua estrutura melodias e basslines potentes, capazes de elevar a pista por incansáveis horas. Diferentemente do Progressive, o Full On caracteriza-se também por sua continuidade, ou seja, sem muitos “drops”, pois, assim como o Goa, ele manteve a ideia de elevar e trabalhar a mente da pista ao estado de transe por meio de incontáveis batidas .
Os maiores nomes do Trance psicodélico originaram-se deste estilo, tais como: Astrix, Infected Mushroom, Vibe Tribe, Wrecked Machines, GMS, Growling Machines, Tristan, Avalon, Whiptongue, Ajja, Dickster, Altruism, Burn in Noise, Electric Universe, Volcano, Outsiders, Raja Ram. Desses artistas encontramos mais variações desta sub vertente, sendo elas: Morning, Groove e Night, exemplificadas a seguir.

### FullOn Morning
Sub-vertente que é mais comum no período da manhã nas festas,  possui melodias alegres e muitas vezes acompanhado por vocais angelicais, com um som mais melódico e dançante, é um subgênero otimista, dinâmico e divertido de Psytrance. É um estilo  repleto de melodias emocionantes e edificantes, atmosferas psicodélicas profundas e linhas de baixo inconfundivelmente saltitantes, sendo  popular entre um público mais amplo. Diferentemente de um padrão típico de linha de baixo Psytrance reta, a linha de baixo Full psytrance toca várias notas em poucas oitavas, criando assim um ritmo e uma melodia especiais. O período de 2004 a 2009 é considerado a "idade de ouro" da música Full-on Psytrance. 
Projetos atuais dessa linha são : Talamasca, Digicult, Tropical Bleyage, U-Recken, Myrah, Psilocybe Project e Digital Tribe.

### FullOn Groove
Sub-vertente mais séria, é aceita em qualquer horário, principalmente a tarde. Idealizado pelo projeto francês Talamasca. Utiliza muito o sintetizador, com explosões e linhas de baixo mais incorporadas e pesadas.      

### FullOn Night
Essa sub-vertente do full on se destaca pela mistura de elementos do Dark Psytrance (som sério, batidas pesadas, sintetizadores sombrios) com um ritmo mais acelerado, poucas melodias, mas dançante do mesmo jeito.